# Слудицы (станция)
Слу́дицы — станция Витебского направления Октябрьской железной дороги в Гатчинском районе Ленинградской области. Расположен на двухпутном электрифицированном перегоне Вырица — Новинка участка Павловск — Батецкая. Относится к Санкт-Петербург—Витебскому региону Октябрьской железной дороги.
Остановочный пункт расположен на западной окраине одноимённого пристанционного посёлка Слудицы.
На территории остановочного пункта имеются две прямые боковые высокие пассажирские посадочные платформы, размещенные друг напротив друга. Платформы рассчитаны на приём десятивагонного электропоезда. Возле платформ расположены историческое здание вокзала и другие принадлежащие железной дороге хозяйственные постройки. В настоящее время здание вокзала не действует.

## История
В 1904 году на однопутном перегоне между станциями Вырица и Новинка был открыт новый раздельный пункт — Разъезд 67-й версты.
В 1907 году МПС было принято решение открыть разъезд для посадки-высадки пассажиров и «наименовать Слудицы». Название было заимствовано у расположенных в 5 километрах к востоку деревень Большие и Малые Слудицы. Собственно топоним «Слудицы» происходит от местного диалектного слова «слуда» — крутой отвесный берег: деревни расположены на берегу реки Оредеж, по обрывистым берегам которой ниже по течению обнажаются скалы красного песчаника.
От станции Слудицы было проложено несколько узкоколейных веток в восточном и северо-восточном направлениях (к настоящему времени все они полностью разобраны):
- Ветка станция Слудицы — деревня Малые Слудицы. По воспоминаниям старожилов была построена помещиком Лядовым. Использовалась как лесовозная. Разобрана вскоре после Октябрьской революции. На топографической карте 1933 года показано разобранное полотно данной ветки, подходившей к северной горловине станции[6][7][8].
- Промышленная ветка, отходившая от северной горловины станции в северо-восточном направлении и затем разветвлявшаяся веером на три тупиковых линии. Построена в середине 1930-х годов. Максимальная длина — 9 км. Из трёх ответвлений дольше всех просуществовало западное. Восточное и центральное были демонтированы до 1942 года[6][7].

В 1988 году была произведена электрификация станции постоянным током напряжением 3 кВ в составе участка Вырица — Чолово, и запущены прямые электропоезда до Витебского вокзала. Электрификацию на перегоне Вырица — Слудицы осуществили рабочие СУ-305 под руководством А. В. Булысова.
После укладки второго пути и его электрификации в 1991 г. на всём протяжении между Вырицей и Новинкой, необходимость в раздельном пункте между ними отпала. Путевое развитие в Слудицах было демонтировано, бывшая станция получила статус остановочного пункта. Сооружение второго пути между Слудицами и Новинкой осуществило ЗАО «Фаст». На станции останавливаются все пригородные поезда следующие по маршруту Санкт-Петербург — Оредеж.

## Расписание электропоездов
Остановочный пункт открыт по параграфу 1. Продажа пассажирских билетов. Приём, выдача багажа.
- Расписание электропоездов на сайте СЗППК
- Расписание пригородных поездов. Яндекс.Расписания.
- Расписание пригородных поездов на tutu.ru